# Dudley Steinwall
Dudley Lincoln Steinwall - em cingalês: ඩඩ්ලි ලින්කන් ස්ටයින්වෝල් (Anuradhapura, 9 de novembro de 1974) é um ex-futebolista e treinador de futebol cingalês que jogava como zagueiro.

## Carreira em clubes
Em 11 anos de carreira, Steinwall defendeu 5 equipes, com destaque para Renown e Negombo Youth, tendo 2 passagens por ambos, além de ter vestido as camisas de Blye Star e Ratnam SC. A única experiência fora de seu país foi em 2002, quando atuou no Valencia (Maldivas).

## Carreira internacional
Pela Seleção Cingalesa, é o quarto jogador com mais partidas (45, entre 1993 e 2009), tendo feito 3 gols.

## Carreira como treinador
Entre 2016 e 2018, Steinwall comandou a seleção do Sri Lanka, substituindo Sampath Perera. Comandou também o Defenders por uma temporada e, desde 2021, treina a seleção feminina dos Simha Lions.

## Títulos
Renown
- Copa do Sri Lanka: 2002–03

Ratnam SC
- Campeonato Cingalês: 2008

Sri Lanka
- AFC Challenge Cup: 2006[3][4]